# 6 Pomorska Dywizja Powietrznodesantowa
6 Pomorska Dywizja Powietrznodesantowa (6 DPD) – związek taktyczny Wojsk Powietrznodesantowych Sił Zbrojnych PRL.

## Formowanie
Dywizja została sformowana na podstawie rozkazu Nr 0048/Org. Ministra Obrony Narodowej z 15 czerwca 1957 roku i rozkazu Nr 00400/Org. dowódcy Warszawskiego Okręgu Wojskowego z 26 czerwca 1957 roku, na bazie 6 Pomorskiej Dywizji Piechoty. Stan etatowy dywizji powietrznodesantowej przewidywał 2013 żołnierzy i 36 pracowników kontraktowych. Uzbrojenie dywizji stanowić miało: 111 ręcznych karabinów maszynowych, 35 ciężkich karabinów maszynowych, 14 wielkokalibrowych karabinów maszynowych, 117 granatników przeciwpancernych, 45 dział bezodrzutowych i 45 moździerzy.
Inicjatorem stworzenia zupełnie nowego w LWP rodzaju wojsk był ówczesny dowódca Warszawskiego Okręgu Wojskowego, gen. bryg. Józef Kuropieska. Pierwszym dowódcą 6 PDPD został płk dypl. Bolesław Chocha, pełniący tę funkcję w latach 1957–1960. W związku z brakiem doświadczenia w organizowaniu tego typu jednostek, wzorowano się na 1 Samodzielnej Brygadzie Spadochronowej PSZ na Zachodzie gen. Sosabowskiego, korzystając z wiedzy i doświadczeń byłych spadochroniarzy 1 SBS, przywróconych do czynnej służby wojskowej w 6 DPD. Wśród twórców Dywizji było także 4 byłych oficerów 1 Samodzielnej Brygady Spadochronowej powołanych z rezerwy do odbycia okresowej służby wojskowej, a wśród nich: mjr Wacław Płoszewski, były dowódca 2 batalionu spadochronowego 1 SBS, ppłk Władysław Klemens Stasiak, oficer operacyjny sztabu 1 SBS, por. Władysław Brzeg, adiutant szefa sztabu 2 batalionu 1 SBS i por. Stanisław Nocoń, dowódca kompanii spadochronowej 2 batalionu 1 SBS.
5 maja 1957 roku zorganizowano Specjalistyczny Kurs Instruktorów Spadochronowych, a następnie nabór i szkolenie kadry zawodowej na kolejnych kursach. Zarówno pierwszy, jak i kolejne kursy dla kadry odbywały się na terenie obiektów koszarowych byłego 16 Pułku Piechoty przy ulicy Wrocławskiej w Krakowie. Celem kursów było przygotowanie kadry do szkolenia spadochronowego (w tym także nowych instruktorów spadochronowych) oraz wypracowanie odpowiednich form i metod szkoleniowych dla nowo formowanych jednostek. Skład dowództwa kursów był następujący: mjr Józef Karcz - dowódca, kpt. Adam Prużek – zastępca ds. politycznych, mjr Józef Wiśniewski - szef sztabu i  mjr Mieczysław Kamiński - pomocnik ds. spadochronowych. Do szkolenia na kursach pierwszych 8 instruktorów spadochronowych oddelegowano z Wojsk Lotniczych, a kolejnych 12 żołnierzy rezerwy w różnych stopniach powołano z odcinka cywilnego w ramach okresowej służby wojskowej.
W dniu 12 października 1957 roku dowódca 6 PDPD rozkazem nr 068 nadał tytuły skoczka spadochronowego wpd 181 żołnierzom: 65 oficerom, 100 podoficerom i 16 szeregowym.

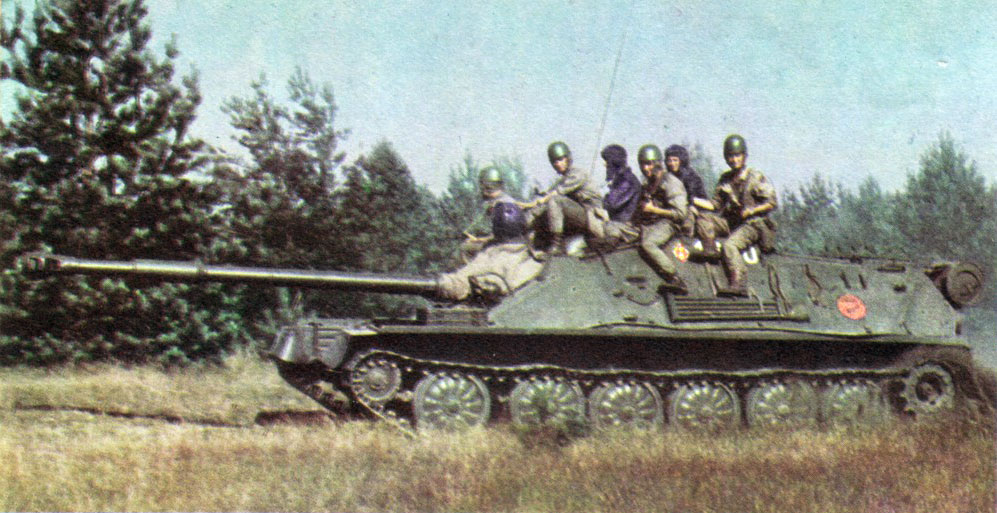
Żołnierze 6 DPD na ASU-85

Żołnierze dywizji nosili charakterystyczne bordowe berety, dlatego przylgnęła do nich nazwa „Czerwone berety”. Ponadto żołnierze użytkowali mundury polowe odmiennego wzoru niż w pozostałych rodzajach wojsk. Uzyskali także prawo do występowania poza rejonami zakwaterowania w mundurach polowych z podwiniętymi rękawami, co na ówczesne czasy było ewenementem.
Dywizja w czasie pokoju była podporządkowana dowódcy Warszawskiego Okręgu Wojskowego. W czasie mobilizacji miała być przeformowana w 6 Brygadę Powietrznodesantową i podporządkowana dowódcy Frontu Polskiego.
20 października 1959 roku w skład dywizji został włączony 19 Samodzielny Batalion Rozpoznawczy, który w 1961 roku został przemianowany na 19 Batalion Powietrznodesantowy, a w 1967 roku na 18 Kołobrzeski Batalion Powietrznodesantowy. Jednostka stacjonowała w garnizonie Bielsko.
W 1964 roku został sformowany 6 Batalion Zabezpieczenia i Remontu, a dwa lata później 35 Dywizjon Artylerii Samobieżnej. W grudniu 1967 roku został sformowany rezerwowy 33 Batalion Powietrznodesantowy i 6 Dywizjon Artylerii Przeciwlotniczej.

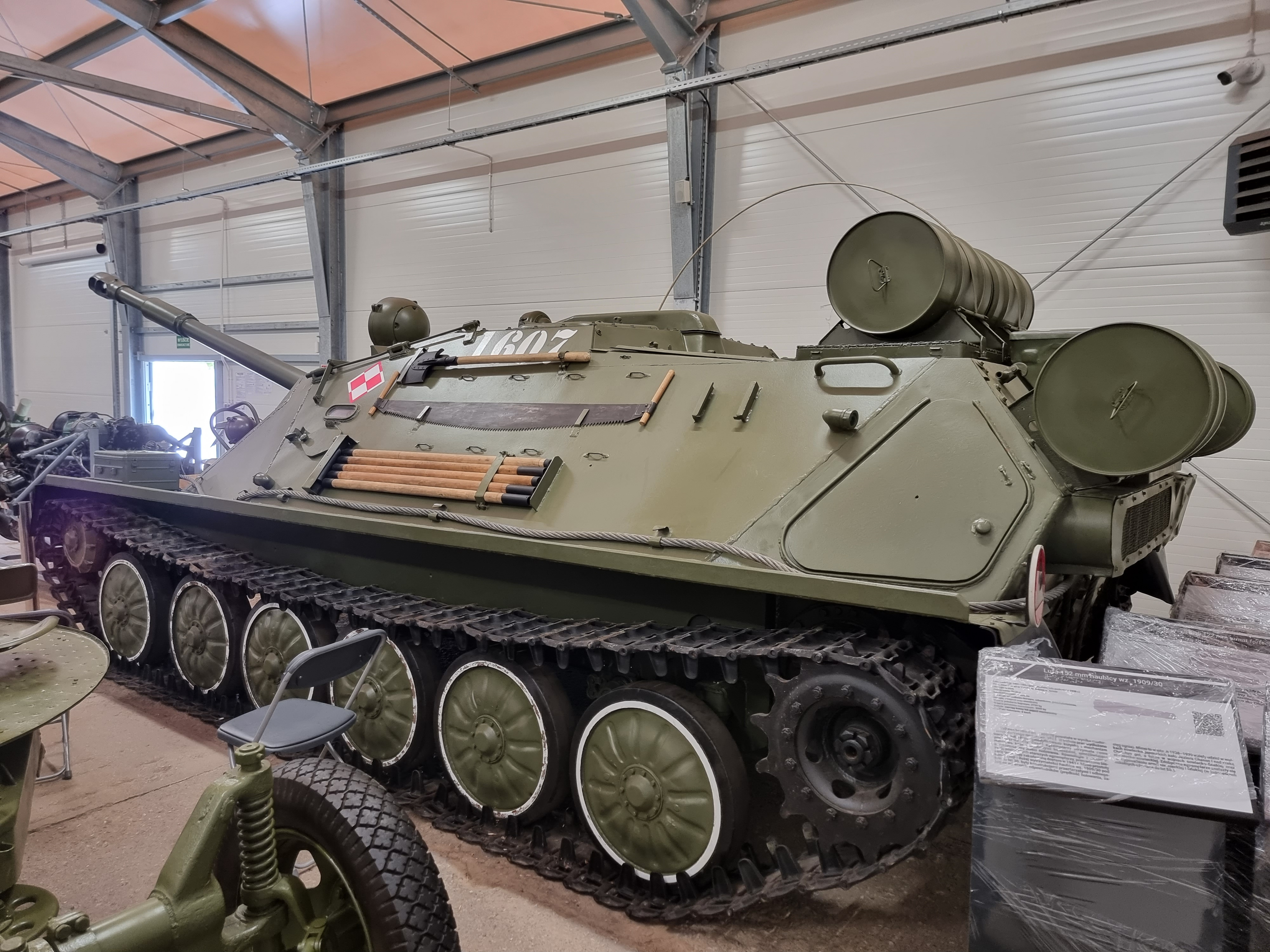
Desantowe działo szturmowe ASU-85, które było na wyposażeniu 6 Pomorskiej Dywizji Powietrznodesantowej, obecnie na ekspozycji w Parku Militarnym Muzeum Wojska w Białymstoku

Bezpośrednio przed wprowadzeniem stanu wojennego 6 Pomorska Dywizja Powietrznodesantowa otrzymała rozkazy: 12 grudnia o godz. 24.00, 10 batalion, siłami 220 ludzi, pod dowództwem kpt. Jacka Kapłona, zajmuje w Warszawie Pałac Kultury i Nauki oraz Centrum Polskiego Radia i Telewizji przy ul. Woronicza, 16 batalion dostaje rozkaz zajęcia lotniska Okęcie. O godz. 6.00 13 grudnia 1981 r. siły główne (komp. szturmowa i pododdziały wsparcia) lądują na lotnisku Okęcie (desant lądujący) i wykonują zadanie. 15 grudnia – Pozostałe w koszarach w Krakowie 2 kompanie szturmowe 16 bpd biorą udział w pacyfikacji Huty im. Lenina (HiL), w następnych dniach dołączają do nich dwie kompanie szturmowe 10 batalionu. Współdziałają z oddziałami MO i ZOMO w dalszych działaniach na terenie HiL.
W 1986 roku dywizja przemianowana została na 6 Pomorską Brygadę Powietrznodesantową, która w 1992 roku przeformowana została w 6 Brygadę Desantowo-Szturmową, aby 1 lipca 2010 roku ponownie zostać przemianowaną na 6 Brygadę Powietrznodesantową.

## Struktura organizacyjna 6 DPD w 1975 roku
| Oznaka | Oddział/pododdział                               | Miejsce stacjonowania | Uwagi                       |
| ------ | ------------------------------------------------ | --------------------- | --------------------------- |
|        | Dowództwo 6 PDPdes                               | Kraków                |                             |
|        | 6 batalion powietrznodesantowy                   | Niepołomice           |                             |
|        | 10 batalion powietrznodesantowy                  | Oświęcim              |                             |
|        | 16 Kołobrzeski batalion powietrznodesantowy      | Kraków                |                             |
|        | 18 Kołobrzeski batalion powietrznodesantowy      | Bielsko-Biała         |                             |
|        | 9 szkolny batalion powietrznodesantowy           | Niepołomice           | przeformowany w 6 bpd       |
|        | 33 batalion powietrznodesantowy (rezerwowy)      | Niepołomice           | rozwiązany w 1976           |
|        | 6 batalion zabezpieczenia i remontu              | Kraków                | przeformowany w 8 bzab      |
|        | 5 dywizjon artylerii                             | Kraków                | przeformowany w 5 dam       |
|        | 5 dywizjon artylerii mieszanej                   | Kraków                |                             |
|        | 6 dywizjon artylerii przeciwlotniczej            | Kraków                | przekształcony w 120 baplot |
|        | 35 dywizjon artylerii samobieżnej                | Kraków-Rząska         | rozwiązany w 1976           |
|        | 6 kompania łączności                             | Kraków                |                             |
|        | 11 kompania saperów                              | Kraków                |                             |
|        | 15 kompania medyczna                             | Kraków                | weszła w skład 8 bzab       |
|        | 22 kompania chemiczna                            | Kraków                |                             |
|        | 24 kompania zabezpieczenia zrzutowisk i lądowisk |                       | weszła w skład 8 bzab       |
|        | 39 kompania obsługi i regulacji ruchu            | Kraków                |                             |
|        | 48 kompania rozpoznawcza                         | Kraków                |                             |
|        | 8 batalion zabezpieczenia (*)                    |                       | od 1976                     |

## Dowódcy dywizji
| Stopień                 | Imię i nazwisko      | Okres pełnienia służby  |
| ----------------------- | -------------------- | ----------------------- |
| ppłk dypl. / gen. bryg. | Bolesław Chocha      | 1957 – XII 1960         |
| płk dypl.               | Józef Mroczko        | cz.p.o. XII 1960 – 1961 |
| płk dypl.               | Ryszard Banach       | 1961 – 1963             |
| płk dypl.               | Kazimierz Makarewicz | 1963                    |
| płk dypl./gen. bryg.    | Edwin Rozłubirski    | VIII 1963 – III 1968    |
| płk                     | Musiał               | cz.p.o. III – VIII 1968 |
| gen. dyw.               | Edward Dysko         | VIII 1968 – 1972        |
| płk dypl.               | Florian Bogacki      | p.o. 1972–1973          |
| gen. bryg.              | Marian Zdrzałka      | 1973–1983               |
| płk dypl.               | January Komański     | 1983–1986               |

## W kulturze masowej
- Czerwone berety – polski film przygodowy z 1962 roku w reżyserii Pawła Komorowskiego na podstawie noweli Pół godziny przyjaźni Albina Siekierskiego
- Z jasnego nieba – polski film dokumentalny z 1966 roku przedstawiający ćwiczenia 6 Pomorskiej Dywizji Powietrznodesantowej pod kryptonimem "Burza październikowa" w NRD (Erfurt) w roku 1965.